# 張希奎
張希奎（16世紀—17世紀），字星若，湖廣岳州府華容縣人，明朝政治人物。

## 生平
張希奎本身不太聰明，雞鳴時才開始讀書，天啟四年（1624年）中甲子科鄉試第七十四名舉人，崇禎七年（1634年）成進士，刑部觀政，八年授南靖知縣，十五年行取，考选南京廣東道監察御史，為官方正敢言，本年被革职。
他侍奉母親非常孝順，公務完畢後必定像小孩般拜候母親，飲食衣物一定親手處理，後來因為下葬母親時冒雨行走，感染疾病去世，入祀鄉賢祠。

## 家族
曾祖张应举，廪生；祖张海，以子张存意封山西参议；父张存愈，太学生。母毛氏，华容人，守节教子。懐宗时，建坊旌表。

## 引用
1. 1 2  光緒《華容志·卷十·人物》：張希奎，字星若，性不甚敏，讀書以雞鳴為程，崇禎甲戌進士。官御史，方正敢言，奉母至孝，每公退必拜其母，嘻嘻如孺子狀；飲食必親嘗、衾褥必手展，後以葬母冒雨徒行，感疾卒，祀鄉賢。
2. ↑  光緒《華容志·卷九·選舉》：（天啟）甲子（舉人）……張希奎 星若，進士
3. ↑  《崇祯七年甲戌科进士履历便览》：张希奎，曾祖应举，廪生；祖海，封山西参议；父存愈，太学生。星若，书一房，戊申年五月初三日生，岳州府华容县人，甲子乡试，会二百七十四名，三甲二百八名，刑部观政，乙亥授南靖知县，壬午行取，考选南廣東道御史，本年革职。